# تینشا لوئیس
تینشا لوئیس (انگلیسی: Tynesha Lewis؛ زادهٔ ۸ مهٔ ۱۹۷۹) بازیکن بسکتبال اهل ایالات متحده آمریکا است.